# Ossiuranobetafite
L'ossiuranobetafite è un minerale del gruppo della betafite. L'olotipo di questo minerale proviene dalla Luna in quanto è stato prelevato nell'ambito della missione sovietica Luna 24.